# Uwe Kamenz
Uwe Kamenz (* 1957 in Münster) ist ein deutscher Wirtschaftswissenschaftler, von 1994 bis 2023 Professor für Marketing an der Fachhochschule Dortmund und seit 1998 Wissenschaftlicher Direktor des ProfNet Institut für Internet-Marketing in Münster. 2013 wurde er im Plagiatsfall Steinmeier auch einer breiten Öffentlichkeit bekannt.

## Leben
Kamenz wuchs in Münster in Westfalen auf. Nach dem Abitur am Gymnasium St. Kaspar mit Internat der Missionare vom Kostbaren Blut in Neuenheerse 1976 und dem Wehrdienst in Hamminkeln und Münster studierte er 1977 bis 1982 Volkswirtschaftslehre und Betriebswirtschaftslehre an der Universität Münster, daneben von 1979 bis 1980 Informatik an der Fernuniversität in Hagen. Nach dem Abschluss als Diplom-Kaufmann war er von 1983 bis 1986 als Wissenschaftliche Hilfskraft und Wissenschaftlicher Angestellter an der Forschungsstelle für allgemeine und textile Marktwirtschaft an der Universität Münster tätig. Er wurde 1986 mit der Dissertation „Einkommensverwendung im Familienlebenszyklus“ durch die Wirtschaftswissenschaftliche Fakultät der Universität Münster promoviert.
Danach war er als Referent in der Direktion Marketing/Produktmanagement der Deutschen Olivetti GmbH in Frankfurt, dann als Europäischer Produktmanager der Adam Opel AG in Rüsselsheim und von 1991 bis 1993 als Management Consultant bei der MC Marketing Corporation AG in Bad Homburg vor der Höhe und 1993 bis 1994 als Geschäftsführer der Dr. Kamenz & Partner in Frankfurt am Main tätig.
Seit 1994 ist er Professor an der Fachhochschule Dortmund. 1995 gründete er mit vier anderen Professoren das ProfNet Professoren-Netzwerk, welches die Forschung in- und ausländischer anwendungsorientierter Professoren vernetzt. 1997 war er Mitbegründer der ProfNet Service & Dienstleistungen GmbH, welche 2019 geschlossen wurde. Von 1997 bis 2001 war er Stellvertretender Sprecher der Arbeitsgemeinschaft für Marketing (AfM). 1998 war er Gründer des ProfNet Institut für Internet-Marketing e. V. in Dortmund, welches er bis heute als Wissenschaftlicher Direktor und Vorstandsvorsitzender leitet. Seit 2001 ist er Adjunct Professor an der University of Canberra in Australien. Von 2001 bis 2003 war er Sprecher der Arbeitsgemeinschaft für Marketing (AfM), einem Netzwerk mit 500 Professorinnen und Professoren in Deutschland. Von 2003 bis 2012 war er Honorarprofessor an der Educatis University in der Schweiz. Zum 30-jährigen Bestehen des ProfNet Professoren-Netzwerkes ist für 2025 die Gründung der ProfNet Stiftung in Münster geplant.

## Wirken
Als einer der ersten Professoren in Deutschland befasste sich Kamenz in den 90er Jahren mit dem Einsatz des Internets in der marktorientierten Unternehmensführung. Er prägte 1996 den Begriff des Internet-Marketing in Deutschland und gründete 1998 das erste deutsche Forschungsinstitut zum Internet-Marketing in Dortmund. Bei zwei Wahlen zu den 100 wichtigsten Personen im Internet wurde er als einziger Professor gewählt. 1999 führte ihn eine Forschungsreise zum Thema Internet zu den Hochschulen wie Berkeley, Evanston, Harvard, MIT und Stanford in den USA und zu einigen wichtigen Unternehmen wie Cisco, eBay, Intel und Netscape im Silicon Valley. Insgesamt publizierte er als Herausgeber, Mitautor und Autor über 100 Studien zum Internet-Marketing.
Seit 2005 beschäftigt sich Kamenz nur noch mit einem Teilbereich des Internet-Marketing: Einsatz der neuen Medien und Technologien zur Verbesserung der Leistungen der deutschen Hochschulen und des deutschen Hochschulsystems. Teilweise setzt er seine Forschungsergebnisse innerhalb des ProfNet Professoren-Netzwerkes und dem ProfNet Institut für Internet-Marketing in die Praxis um, wie z. B. Aufbau einer digitalen Texte-Datenbank (Status September 2024: 2,0 Mio. wissenschaftliche Texte), Text- und Plagiatsanalysen wissenschaftlicher Prüfungsarbeiten (Status September 2024: 480.000 Analysen), Online-Evaluation von Lehrveranstaltungen, Messung von Professorenleistungen. Seit 2016 betreibt er mit der HochschulTrainer-App eine für alle Professoren und Studierenden kostenfreie Plattform zur Wissensvermittlung im Internet und auf Smartphones.

## Plagiatsfall Steinmeier
Kamenz leitet das private ProfNet Institut für Internet-Marketing. In dieser Funktion bot er 2011 Bundesbildungsministerin Annette Schavan an, „für einen Betrag von unter 50.000 € alle geschätzt 1.000 Dissertationen der jetzigen und jemals aktiven Bundespolitiker vollständig auf Plagiatsindizien zu analysieren“. Im selben Jahr erklärte er seine Absicht, alle rund 200.000 jährlichen Prüfungsarbeiten an deutschen Universitäten auf mögliche Plagiate hin zu überprüfen. Zu diesem Zweck setzt er das von ProfNet entwickeltes Computerprogramm und eine Datenbank ein, die nach eigenen Angaben 24.000 (2024: 2 Mio.) wissenschaftliche Arbeiten als Überprüfungsbasis enthält. Seine Bemühungen, Hochschulen seine Dienste medienwirksam gegen Entgelt anzubieten, hatten jedoch keinen Erfolg. In einem Prüfbericht über die Dissertation von Annette Schavan, den er am 22. Januar 2013 veröffentlicht hatte, entdeckte die Plagiatsexpertin Debora Weber-Wulff, die Kamenz’ Software 2010 getestet hatte, zahlreiche Fehler.
Fünf Monate vor der Bundestagswahl am 22. September 2013 kündigte Kamenz an, er wolle die Dissertationen sämtlicher Bundestagskandidaten überprüfen.
Am 29. September 2013 veröffentlichte das Magazin Focus einen Bericht über einen Plagiatsverdacht, den Kamenz nach Prüfung der Dissertation von Frank-Walter Steinmeier erhoben hatte. Der Verlag Hubert Burda Media, in dem Focus erscheint, hatte „losgelöst von der Untersuchung bestimmter Dissertationen“ Kamenz Aufwandsentschädigungen für das Digitalisieren von Büchern zukommen lassen.
Frederic Hanusch und Claus Leggewie (beide Politologen am Kulturwissenschaftlichen Institut Essen) schrieben in einem am 9. Oktober veröffentlichten Artikel:

„Der selbsternannte Aufklärer aus Dortmund, Uwe Kamenz, agiert wie ein Kopfgeldjäger, arbeitet mit fragwürdigen Methoden und um eine eigene Plagiats-Software zu vertreiben. Hierüber muss geredet werden. Das Risiko, eines gezielten und womöglich bezahlten Rufmordes überführt zu werden, muss sich erhöhen.“

Am 20. Oktober 2013 warf der Politikwissenschaftler Stephan Leibfried nach einer Analyse des Prüfberichts Kamenz vor, es gehe ihm nicht darum, „wissenschaftliches Fehlverhalten aufzudecken“, sondern um eine „bewusst schräge Beschuldigung und Beschmutzung eines guten Namens.“
Am 5. November 2013 erklärte die Universität Gießen, dass Frank-Walter Steinmeier der Doktorgrad nicht aberkannt und das Prüfverfahren eingestellt wird. Es habe in der Doktorarbeit zwar „handwerkliche Schwächen“ gegeben, aber keine Täuschungsabsicht oder ein wissenschaftliches Fehlverhalten.
In der Süddeutschen Zeitung wurde Kamenz daraufhin scharf kritisiert:

„Ohne jede Grundlage hat ein Fachhochschulprofessor Frank-Walter Steinmeier des Plagiats bezichtigt. Das fällt nun auf den Plagiatejäger zurück.  … Es war eine Gemeinheit. Ohne solide Grundlage einen Prominenten bloßzustellen, gehört sich nicht.“

Am 8. November 2013 wurde Kamenz in einem Artikel des Tagesspiegels beschuldigt, in seinem 1997 erschienenen Lehrbuch Marktforschung ohne Quellenangabe „Abbildungen, Tabellen und Text anderer Autoren ganz oder teilweise übernommen“ zu haben. Der Jurist Gerhard Dannemann sah darin – wenn sich der Verdacht bestätigt –  einen klaren Verstoß „gegen die Regeln guter wissenschaftlicher Praxis“.

## Schriften
- Einkommensverwendung im Familienlebenszyklus. Methodische und empirische Untersuchung für die Bundesrepublik Deutschland unter besonderer Berücksichtigung der Erwerbstätigkeit der Familienmitglieder. Lang, Frankfurt/Bern/New York 1987, ISBN 3-8204-1003-1.
- Marktforschung. Einführung mit Fallbeispielen, Aufgaben und Lösungen. Schäffer-Poeschel, Stuttgart 1997, ISBN 3-7910-1110-3; 2. durchgesehene Auflage ebd. 2001, ISBN 3-7910-1809-4.
- mit Petra Hülsmann & Thomas Heiland: Internet-Studie Hochschulen 1998. ProfNet, Dortmund 1998, ISBN 3-933818-00-1.
- mit Walter Jahn & Petra Gritsovets: Internet-Studie Buchhandel 1999. ProfNet, Dortmund 1999, ISBN 3-933818-08-7.
- mit Ulrich Balz & Peer Walter Jahn: Banken international 2000. ProfNet, Dortmund 2000, ISBN 3-933818-15-X.
- Marketing-Basics. Marketingwissen für Einsteiger und Nichtspezialisten – eine anwenderorientierte Einführung. Luchterhand, Neuwied/Kriftel 2001, ISBN 3-472-04725-9.
- (Hrsg.): Applied Marketing. Anwendungsorientierte Marketingwissenschaft der deutschen Fachhochschulen. Springer, Berlin [u. a.] 2003, ISBN 3-540-01252-4.
- mit Martin Wehrle: Professor Untat. Was faul ist hinter den Hochschulkulissen. Econ, Berlin 2007, ISBN 978-3-430-20018-9; aktualisierte Ausgabe: Ullstein, Berlin 2008, ISBN 978-3-548-37205-1.